# 1472
1472 (MCDLXXII) var ett skottår som började en onsdag i den julianska kalendern.

## Händelser

### Januari
- 1 januari – Kapten Rui de Sequeira upptäcker Annobónön och gör anspråk på den för Portugal.[1]

### Juli
- 2 juli – Fred sluts mellan Sverige och Danmark i Kalmar. Den är dock inte till stor nytta, eftersom unionsfrågan ändå inte blir löst. Dock återlämnas Kalmar slott, Borgholms slott och Stäkeholm till svenskarna.

### Okänt datum
- Sten Sture den äldre övertar Gripsholms slott från kronan

## Födda
- 5 april – Bianca Maria Sforza, hertiginna av Savojen och tysk-romersk kejsarinna.
- Blanka av Monferrato, hertiginna av Savojen.
- Barbro Stigsdotter, svensk adelskvinna, gestalt i Vasasagan.
- Alfonsina Orsini, florentinsk regent.

## Avlidna
- 7 april – Tuve Nielsen (Juul), dansk ärkebiskop sedan 1443.
- 25 april – Leon Battista Alberti, italiensk arkitekt, skulptör, guldsmed och konstteoretiker.
- Jacquetta av Luxemburg, engelsk prinsessa.

### Fotnoter
1. ↑  World Statesmen (läst 7 april 2011)